# Haematoscarta jacobii
Haematoscarta jacobii är en insektsart som beskrevs av Gustav Breddin 1903. Haematoscarta jacobii ingår i släktet Haematoscarta och familjen spottstritar. Inga underarter finns listade i Catalogue of Life.